# Чезаро
Чезаро (итал. Cesarò) — коммуна в Италии, располагается в регионе Сицилия, в провинции Мессина.
Население составляет 2815 человек (2008 г.), плотность населения составляет 13 чел./км². Занимает площадь 214 км². Почтовый индекс — 98033. Телефонный код — 095.
Покровителем коммуны почитается святой Калоджеро, празднование 18 июня.

## Демография
Динамика населения:

## Администрация коммуны
- Официальный сайт: https://web.archive.org/web/20080725103722/http://www.comunedicesaro.it/